# Gouvernement Horn
IIIe République
Boross Orbán I
Le gouvernement Horn (en hongrois : Horn-kormány) est le gouvernement de la République de Hongrie entre le 15 juillet 1994 et le 5 juillet 1998.

## Coalition et historique
Dirigé par le nouveau Premier ministre socialiste Gyula Horn, ce gouvernement est constitué et soutenu par une coalition de centre gauche entre le Parti socialiste hongrois (MSZP) et l'Alliance des démocrates libres (SZDSZ). Ensemble, ils disposent de 278 députés sur 386, soit 72 % des sièges de l'Assemblée nationale.
Il est formé à la suite des élections législatives des 8 et 29 mai 1994.

### Formation
Il succède ainsi au gouvernement du conservateur Péter Boross, constitué et soutenu par une coalition de droite entre le Forum démocrate hongrois (MDF), le Parti civique indépendant des petits propriétaires et des travailleurs agraires (FKgP) et le Parti populaire démocrate-chrétien (KDNP). Au cours des élections, la coalition sortante est sèchement battue, perdant 143 députés sur les 229 dont elle disposait au cours de son mandat.
À l'inverse, le MSZP parvient à totaliser 209 parlementaires, soit 15 mandats de plus que la majorité absolue. Malgré cette domination parlementaire, les socialistes décident de s'associer avec la SZDSZ, première force d'opposition à l'exécutif sortant et elle aussi en chute, de l'ordre d'une vingtaine d'élus. Cette alliance assure à la fois une solide majorité des deux tiers au gouvernement et garantit que le Parti socialiste, héritier du Parti socialiste ouvrier hongrois (MSzMP), ne dirigera pas seul le pays.

### Succession
Au cours des élections législatives des 10 et 24 mai 1998, le MSZP reste le premier parti hongrois en voix, mais se voit distancé en sièges par le Fidesz-Parti civique hongrois (Fidesz-MPP). S'alliant avec le FKgP et le MDF, ce parti parvient à constituer un gouvernement sous l'autorité de Viktor Orbán.

## Composition
| Fonction                                                                  | Titulaire | Titulaire                                                                         | Parti |
| ------------------------------------------------------------------------- | --------- | --------------------------------------------------------------------------------- | ----- |
| Premier ministre                                                          |           | Gyula Horn                                                                        | MSZP  |
| Ministre de l'Intérieur                                                   |           | Gábor Kuncze                                                                      | SZDSZ |
| Ministre des Affaires étrangères                                          |           | László Kovács                                                                     | MSZP  |
| Ministre des Finances                                                     |           | László Békesi (jusqu'au 28/02/1995) Lajos Bokros (jusqu'au 29/02/1996)            | MSZP  |
| Ministre des Finances                                                     |           | Péter Medgyessy                                                                   | Sans  |
| Ministre de l'Industrie et du Commerce                                    |           | László Pál (jusqu'au 15/07/1995)                                                  | MSZP  |
| Ministre de l'Industrie et du Commerce                                    |           | Imre Dunai (jusqu'au 05/06/1996)                                                  | Sans  |
| Ministre de l'Industrie et du Commerce                                    |           | Tamás Suchman (jusqu'au 15/10/1996)                                               | MSZP  |
| Ministre de l'Industrie et du Commerce                                    |           | Szabolcs Fazekas                                                                  | Sans  |
| Ministre de l'Agriculture                                                 |           | László Lakos (jusqu'au 15/12/1996) Frigyes Nagy                                   | MSZP  |
| Ministre de la Justice                                                    |           | Pál Vastagh                                                                       | MSZP  |
| Ministre de la Protection sociale                                         |           | Pál Kovács (jusqu'au 17/03/1996) György Szabó (jusqu'au 30/11/1996) Mihály Kökény | MSZP  |
| Ministre de l'Éducation et de la Culture                                  |           | Gábor Fodor (jusqu'au 31/12/1995) Bálint Magyar                                   | SZDSZ |
| Ministre du Travail                                                       |           | Magda Kósáné Kovács (jusqu'au 30/11/1995) Péter Kiss                              | MSZP  |
| Ministre de la Défense                                                    |           | György Keleti                                                                     | MSZP  |
| Ministre de l'Environnement et du Développement régional                  |           | Ferenc Baja                                                                       | MSZP  |
| Ministre des Transports, des Communications et des Eaux                   |           | Károly Lotz                                                                       | SZDSZ |
| Ministre sans portefeuille Chargé de la Supervision des services secrets  |           | Béla Katona (jusqu'au 31/03/1995) István Nikolits                                 | MSZP  |
| Ministre sans portefeuille (créé le 01/03/1995) Chargé des Privatisations |           | Tamás Suchman (jusqu'au 15/09/1996) Judit Csiha                                   | MSZP  |